# Anne Marenne-Loiseau
Anne Marenne-Loiseau (Vilvoorde, 31 december 1961) is een Belgisch politica van de CSP.

## Levensloop
Marenne-Loiseau werd licentiaat in de biologische wetenschappen en doctor in de natuurwetenschappen aan de Katholieke Universiteit Leuven. Beroepshalve werd ze vorser aan het Instituut Cellulaire Pathologie in Sint-Lambrechts-Woluwe, lerares wetenschappen aan de Pedagogische Hogeschool van Eupen en docente aan het Eupense Robert-Schuman-instituut.
Voor de CSP was ze van 2006 tot 2012 gemeenteraadslid van Eupen. Bovendien was ze van 2008 tot 2012 en van 2014 tot 2017 provincieraadslid van Luik, waardoor ze raadgevend lid was van het Parlement van de Duitstalige Gemeenschap.